# Dreiband-Weltmeisterschaft der Junioren 2008

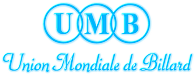
Logo UMB (ausrichtender Verband)

Die Dreiband-Weltmeisterschaft der Junioren 2008 war ein Turnier in der Karambolagedisziplin Dreiband und fand vom 23. bis 26. Oktober in Ukkel, einer Gemeinde in der belgischen Region Brüssel-Hauptstadt statt.

## Teilnehmer
Das Teilnehmerfeld setzt sich aus den Kontinentalverbänden wie folgt zusammen:
- Titelverteidiger (Wildcard) UMB: 1
- CEB: 7
- CPB: 4
- ACBC: 3
- organisierende Verband: 1

| Titelverteidiger | Titelverteidiger              |
| ---------------- | ----------------------------- |
| 1                | Kim Haeng-jik                 |
| Europa (CEB)     |                               |
| 2                | Antonio Ortiz (Europameister) |
| 3                | Javier Palazón                |
| 4                | Cédric Melnytschenko          |
| 5                | Sahin Kubilay                 |
| 6                | Kevin Adams                   |
| 7                | Sameh Sidhom                  |
| 8                | Glenn Hofman                  |

| Amerika (CPB) |                 |
| 9             | Huberney Cataño |
| 10            | José García     |
| 11            | Dalton Otero    |
| 12            | Luis Garcia     |
| Asien (ACBC)  |                 |
| 13            | Oh Tae-jun      |
| 14            | Cho Gun-whi     |
| 15            | Yusuke Mori     |
| Wildcard Org. |                 |
| 16            | Kenny Miatton   |

## Modus
Gespielt wird in der Vorrunde in vier Gruppen zu je vier Spielern im Round-Robin-Modus im Satzsystem Best of 3 sets. Die beiden Gruppenersten zogen in die Endrunde ein, wo im K.-o.-System in Best of 5 Sets gespielt wurde. Die Shot clock stand auf 50 Sekunden.

## Gruppenphase
| Abschlusstabelle Gruppe A | Abschlusstabelle Gruppe A | Abschlusstabelle Gruppe A | Abschlusstabelle Gruppe A | Abschlusstabelle Gruppe A | Abschlusstabelle Gruppe A | Abschlusstabelle Gruppe A | Abschlusstabelle Gruppe A | Abschlusstabelle Gruppe A | Abschlusstabelle Gruppe A |
| Platz                     | Name                      | MP                        | SV                        | Pkte                      | Aufn.                     | GD                        | BED                       | BSD                       | HS                        |
| ------------------------- | ------------------------- | ------------------------- | ------------------------- | ------------------------- | ------------------------- | ------------------------- | ------------------------- | ------------------------- | ------------------------- |
| 1                         | Kim Haeng-jik             | 6:0                       | 6:1                       | 103                       | 116                       | 0,887                     | 1,363                     | 1,875                     | 9                         |
| 2                         | Sameh Sidhom              | 4:2                       | 4:2                       | 76                        | 76                        | 1,000                     | 1,153                     | 1,363                     | 7                         |
| 3                         | Cho Gun-whi               | 2:4                       | 3:4                       | 76                        | 119                       | 0,638                     | 0,652                     | 0,937                     | 5                         |
| 4                         | Dalton Otero              | 0:6                       | 0:6                       | 38                        | 118                       | 0,322                     | –                         | –                         | 3                         |

| Abschlusstabelle Gruppe B | Abschlusstabelle Gruppe B | Abschlusstabelle Gruppe B | Abschlusstabelle Gruppe B | Abschlusstabelle Gruppe B | Abschlusstabelle Gruppe B | Abschlusstabelle Gruppe B | Abschlusstabelle Gruppe B | Abschlusstabelle Gruppe B | Abschlusstabelle Gruppe B |
| Platz                     | Name                      | MP                        | SV                        | Pkte                      | Aufn.                     | GD                        | BED                       | BSD                       | HS                        |
| ------------------------- | ------------------------- | ------------------------- | ------------------------- | ------------------------- | ------------------------- | ------------------------- | ------------------------- | ------------------------- | ------------------------- |
| 1                         | Javier Palazón            | 6:0                       | 6:0                       | 90                        | 71                        | 1,267                     | 1,363                     | 1,500                     | 10                        |
| 2                         | Antonio Ortiz             | 4:2                       | 4:2                       | 78                        | 95                        | 0,831                     | 0,882                     | 1,000                     | 8                         |
| 3                         | Oh Tae-jun                | 2:4                       | 2:5                       | 82                        | 105                       | 0,780                     | 0,843                     | 0,882                     | 5                         |
| 4                         | Luis Garcia               | 0:6                       | 1:6                       | 67                        | 105                       | 0,638                     | –                         | 0,882                     | 5                         |

| Abschlusstabelle Gruppe C | Abschlusstabelle Gruppe C | Abschlusstabelle Gruppe C | Abschlusstabelle Gruppe C | Abschlusstabelle Gruppe C | Abschlusstabelle Gruppe C | Abschlusstabelle Gruppe C | Abschlusstabelle Gruppe C | Abschlusstabelle Gruppe C | Abschlusstabelle Gruppe C |
| Platz                     | Name                      | MP                        | SV                        | Pkte                      | Aufn.                     | GD                        | BED                       | BSD                       | HS                        |
| ------------------------- | ------------------------- | ------------------------- | ------------------------- | ------------------------- | ------------------------- | ------------------------- | ------------------------- | ------------------------- | ------------------------- |
| 1                         | Glenn Hofman              | 6:0                       | 6:2                       | 115                       | 119                       | 0,966                     | 1,257                     | 1,875                     | 7                         |
| 2                         | Huberney Cataño           | 4:2                       | 5:3                       | 111                       | 119                       | 0,932                     | 1,153                     | 1,250                     | 8                         |
| 3                         | Kenny Miatton             | 2:4                       | 3:5                       | 90                        | 135                       | 0,666                     | 0,952                     | 1,363                     | 5                         |
| 4                         | Cédric Melnytschenko      | 0:6                       | 2:6                       | 91                        | 101                       | 0,900                     | –                         | 1,250                     | 4                         |

| Abschlusstabelle Gruppe D | Abschlusstabelle Gruppe D | Abschlusstabelle Gruppe D | Abschlusstabelle Gruppe D | Abschlusstabelle Gruppe D | Abschlusstabelle Gruppe D | Abschlusstabelle Gruppe D | Abschlusstabelle Gruppe D | Abschlusstabelle Gruppe D | Abschlusstabelle Gruppe D |
| Platz                     | Name                      | MP                        | SV                        | Pkte                      | Aufn.                     | GD                        | BED                       | BSD                       | HS                        |
| ------------------------- | ------------------------- | ------------------------- | ------------------------- | ------------------------- | ------------------------- | ------------------------- | ------------------------- | ------------------------- | ------------------------- |
| 1                         | Sahin Kubilay             | 6:0                       | 6:1                       | 101                       | 127                       | 0,795                     | 0,909                     | 1,071                     | 5                         |
| 2                         | Kevin Adams               | 2:4                       | 4:4                       | 102                       | 177                       | 0,576                     | 0,666                     | 0,681                     | 3                         |
| 3                         | Yusuke Mori               | 2:4                       | 2:4                       | 60                        | 129                       | 0,465                     | 0,588                     | 0,833                     | 5                         |
| 4                         | José García               | 2:4                       | 2:5                       | 88                        | 156                       | 0,564                     | 0,594                     | 0,882                     | 6                         |

Quellen:

### Finalrunde
|  | Viertelfinale Best of 5 | Viertelfinale Best of 5 | Viertelfinale Best of 5 | Viertelfinale Best of 5 | Viertelfinale Best of 5 | Viertelfinale Best of 5 |               |                | Halbfinale Best of 5 | Halbfinale Best of 5 | Halbfinale Best of 5 | Halbfinale Best of 5 | Halbfinale Best of 5 | Halbfinale Best of 5 |      |       | Finale Best of 5 | Finale Best of 5 | Finale Best of 5 | Finale Best of 5 | Finale Best of 5 | Finale Best of 5 |
|  |                         |                         |                         |                         |                         |                         |               |                |                      |                      |                      |                      |                      |                      |      |       |                  |                  |                  |                  |                  |                  |
|  |                         | Satz                    | Pkt.                    | Aufn.                   | GD                      | HS                      |               |                |                      |                      |                      |                      |                      |                      |      |       |                  |                  |                  |                  |                  |                  |
|  |                         | Satz                    | Pkt.                    | Aufn.                   | GD                      | HS                      |               |                |                      |                      |                      |                      |                      |                      |      |       |                  |                  |                  |                  |                  |                  |
|  | Kim Haeng-jik           | 3                       | 45                      | 47                      | 0,957                   | 5                       |               |                |                      |                      |                      |                      |                      |                      |      |       |                  |                  |                  |                  |                  |                  |
|  | Kim Haeng-jik           | 3                       | 45                      | 47                      | 0,957                   | 5                       |               | Satz           | Pkt.                 | Aufn.                | GD                   | HS                   |                      |                      |      |       |                  |                  |                  |                  |                  |                  |
|  | Kevin Adams             | 0                       | 23                      | 45                      | 0,511                   | 3                       |               | Satz           | Pkt.                 | Aufn.                | GD                   | HS                   |                      |                      |      |       |                  |                  |                  |                  |                  |                  |
|  | Kevin Adams             | 0                       | 23                      | 45                      | 0,511                   | 3                       | Kim Haeng-jik | 0              | 28                   | 29                   | 0,965                | 5                    |                      |                      |      |       |                  |                  |                  |                  |                  |                  |
|  |                         | Satz                    | Pkt.                    | Aufn.                   | GD                      | HS                      | Kim Haeng-jik | 0              | 28                   | 29                   | 0,965                | 5                    |                      |                      |      |       |                  |                  |                  |                  |                  |                  |
|  |                         | Satz                    | Pkt.                    | Aufn.                   | GD                      | HS                      |               | Glenn Hofman   | 3                    | 45                   | 30                   | 1,500                | 3                    |                      |      |       |                  |                  |                  |                  |                  |                  |
|  | Glenn Hofman            | 3                       | 45                      | 34                      | 1,323                   | 8                       |               | Glenn Hofman   | 3                    | 45                   | 30                   | 1,500                | 3                    |                      |      |       |                  |                  |                  |                  |                  |                  |
|  | Glenn Hofman            | 3                       | 45                      | 34                      | 1,323                   | 8                       |               |                |                      |                      |                      |                      |                      | Satz                 | Pkt. | Aufn. | GD               | HS               |                  |                  |                  |                  |
|  | Antonio Ortiz           | 0                       | 29                      | 33                      | 0,878                   | 4                       |               |                |                      |                      |                      |                      |                      | Satz                 | Pkt. | Aufn. | GD               | HS               |                  |                  |                  |                  |
|  | Antonio Ortiz           | 0                       | 29                      | 33                      | 0,878                   | 4                       | Glenn Hofman  | 1              | 41                   | 43                   | 0,953                | 11                   |                      |                      |      |       |                  |                  |                  |                  |                  |                  |
|  |                         | Satz                    | Pkt.                    | Aufn.                   | GD                      | HS                      | Glenn Hofman  | 1              | 41                   | 43                   | 0,953                | 11                   |                      |                      |      |       |                  |                  |                  |                  |                  |                  |
|  |                         | Satz                    | Pkt.                    | Aufn.                   | GD                      | HS                      |               | Javier Palazón | 3                    | 54                   | 44                   | 1,227                | 7                    |                      |      |       |                  |                  |                  |                  |                  |                  |
|  | Sahin Kubilay           | 1                       | 34                      | 42                      | 0,809                   | 4                       |               | Javier Palazón | 3                    | 54                   | 44                   | 1,227                | 7                    |                      |      |       |                  |                  |                  |                  |                  |                  |
|  | Sahin Kubilay           | 1                       | 34                      | 42                      | 0,809                   | 4                       |               | Satz           | Pkt.                 | Aufn.                | GD                   | HS                   |                      |                      |      |       |                  |                  |                  |                  |                  |                  |
|  | Sameh Sidhom            | 3                       | 53                      | 43                      | 1,279                   | 6                       |               | Satz           | Pkt.                 | Aufn.                | GD                   | HS                   |                      |                      |      |       |                  |                  |                  |                  |                  |                  |
|  | Sameh Sidhom            | 3                       | 53                      | 43                      | 1,279                   | 6                       | Sameh Sidhom  | 2              | 60                   | 51                   | 1,176                | 5                    |                      |                      |      |       |                  |                  |                  |                  |                  |                  |
|  |                         | Satz                    | Pkt.                    | Aufn.                   | GD                      | HS                      | Sameh Sidhom  | 2              | 60                   | 51                   | 1,176                | 5                    |                      |                      |      |       |                  |                  |                  |                  |                  |                  |
|  |                         | Satz                    | Pkt.                    | Aufn.                   | GD                      | HS                      |               | Javier Palazón | 3                    | 71                   | 52                   | 1,365                | 11                   |                      |      |       |                  |                  |                  |                  |                  |                  |
|  | Javier Palazón          | 3                       | 59                      | 48                      | 1,229                   | 8                       |               | Javier Palazón | 3                    | 71                   | 52                   | 1,365                | 11                   |                      |      |       |                  |                  |                  |                  |                  |                  |
|  | Javier Palazón          | 3                       | 59                      | 48                      | 1,229                   | 8                       |               |                |                      |                      |                      |                      |                      |                      |      |       |                  |                  |                  |                  |                  |                  |
|  | Huberney Cataño         | 1                       | 29                      | 47                      | 0,617                   | 4                       |               |                |                      |                      |                      |                      |                      |                      |      |       |                  |                  |                  |                  |                  |                  |
|  | Huberney Cataño         | 1                       | 29                      | 47                      | 0,617                   | 4                       |               |                |                      |                      |                      |                      |                      |                      |      |       |                  |                  |                  |                  |                  |                  |

Quellen:

## Abschlusstabelle
| MP    | Match Punkte (Sieger = 2; Unentschieden = 1; Verlierer = 0) |
| SV    | Satzverhältnis (nur bei Turnieren im Satzsystem)            |
| Pkte. | Erzielte Karambolagen                                       |
| Aufn. | benötigte Aufnahmen                                         |
| GD    | Generaldurchschnitt                                         |
| MGD   | Mannschafts-Generaldurchschnitt                             |
| BED   | Bester Einzeldurchschnitt eines Spielers                    |
| BEMD  | Bester Einzeldurchschnitt einer Mannschaft                  |
| BSD   | Bester Satzdurchschnitt eines Spielers                      |
| HS    | Höchstserie                                                 |
| WRP   | Weltranglistenpunkte                                        |

| Endklassement       | Endklassement       | Endklassement        | Endklassement       | Endklassement       | Endklassement | Endklassement | Endklassement | Endklassement | Endklassement | Endklassement |
| Phase               | Platz               | Name                 | MP                  | SV                  | Pkt.          | Aufn.         | GD            | BED           | BSD           | HS            |
| ------------------- | ------------------- | -------------------- | ------------------- | ------------------- | ------------- | ------------- | ------------- | ------------- | ------------- | ------------- |
| Finale              | 1                   | Javier Palazón       | 12:0                | 15:4                | 274           | 215           | 1,274         | 1,365         | 2,500         | 11            |
| Finale              | 2                   | Glenn Hofman         | 8:4                 | 14:5                | 246           | 226           | 1,088         | 1,500         | 3,000         | 11            |
| Halb- finale        | 3                   | Kim Haeng-jik        | 8:2                 | 9:4                 | 176           | 192           | 0,916         | 1,363         | 1,875         | 9             |
| Halb- finale        | 3                   | Sameh Sidhom         | 6:4                 | 9:6                 | 191           | 170           | 1,123         | 1,279         | 1,666         | 7             |
| Viertel- finale     | 5                   | Sahin Kubilay        | 6:2                 | 7:3                 | 135           | 169           | 0,798         | 0,909         | 1,250         | 5             |
| Viertel- finale     | 6                   | Huberney Cataño      | 4:4                 | 6:6                 | 140           | 166           | 0,843         | 1,153         | 1,250         | 8             |
| Viertel- finale     | 7                   | Antonio Ortiz        | 4:4                 | 4:5                 | 108           | 128           | 0,843         | 0,882         | 1,000         | 8             |
| Viertel- finale     | 8                   | Kevin Adams          | 2:6                 | 4:7                 | 125           | 222           | 0,563         | 0,666         | 0,681         | 3             |
| Gruppen- phase      | 9                   | Cho Gun-whi          | 2:4                 | 4:4                 | 76            | 119           | 0,638         | 0,652         | 0,937         | 5             |
| Gruppen- phase      | 10                  | Kenny Miatton        | 2:4                 | 3:5                 | 90            | 135           | 0,666         | 0,952         | 1,363         | 5             |
| Gruppen- phase      | 11                  | Yusuke Mori          | 2:4                 | 2:4                 | 60            | 129           | 0,465         | 0,588         | 0,833         | 5             |
| Gruppen- phase      | 12                  | Oh Tae-jun           | 2:4                 | 2:5                 | 82            | 105           | 0,780         | 0,843         | 0,882         | 5             |
| Gruppen- phase      | 13                  | José García          | 2:4                 | 2:5                 | 88            | 156           | 0,564         | 0,594         | 0,882         | 6             |
| Gruppen- phase      | 14                  | Cédric Melnytschenko | 0:6                 | 2:6                 | 91            | 101           | 0,900         | –             | 1,250         | 4             |
| Gruppen- phase      | 15                  | Luis Garcia          | 0:6                 | 1:6                 | 67            | 105           | 0,683         | –             | 0,882         | 5             |
| Gruppen- phase      | 16                  | Dalton Otero         | 0:6                 | 0:6                 | 38            | 118           | 0,322         | –             | –             | 3             |
| Turnierdurchschnitt | Turnierdurchschnitt | Turnierdurchschnitt  | Turnierdurchschnitt | Turnierdurchschnitt | 1987          | 2456          | 0,809         |               |               |               |